# Elene Gokieli
Elene Gokieli (georgisch ელენე გოკიელი, russisch Елена Гокиели, Jelena Gokieli; * 25. August 1918 in Tiflis; † 31. Dezember 1992) war eine georgische Hürdenläuferin, die für die Sowjetunion startete und wegen ihrer Sprintstärke auch in der 4-mal-100-Meter-Staffel eingesetzt wurde.
Bei den Europameisterschaften 1946 in Oslo gewann sie Silber über 80 Meter Hürden und Bronze mit der sowjetischen 4-mal-100-Meter-Stafette. Vier Jahre später wurde sie bei den Europameisterschaften in Brüssel Sechste über 80 Meter Hürden und holte erneut Bronze mit der sowjetischen Stafette.
1952 erreichte sie bei den Olympischen Spielen in Helsinki über 80 Meter Hürden das Halbfinale.

## Persönliche Bestzeiten
- 80 m Hürden: 11,3 s, 30. Oktober 1949, Tiflis
- 100 m: 12,4 s, 7. Oktober 1947, Tiflis